# Autoserica brenskei
Autoserica brenskei är en skalbaggsart som beskrevs av Frey 1968. Autoserica brenskei ingår i släktet Autoserica och familjen Melolonthidae. Inga underarter finns listade.